# ATLiens
ATLiens ist das 1996 erschienene zweite Musikalbum des US-amerikanischen Rapduos OutKast. In ihrer Heimat kam das Album bis auf Platz 2 der Billboard Charts und war damit weitaus erfolgreicher als sein Vorgänger Southernplayalisticadillacmuzik. Vom US-Hip-Hop Magazin The Source erhielt es vier von fünf „Mics“ und wurde in seine Liste der „100 Best Rap Albums“ aufgenommen.

## Über das Album
Für ATLiens produzierten Big Boi und André 3000 (damals noch Dre) erstmals selbst, unter anderem ihre erste Top-20-Single Elevators (Me & You) (Platz 12 in den Billboard Hot 100). Weitere Singles waren der Titelsong (Platz 35) und Jazzy Belle als den Sänger und Produzenten Babyface featurenden Remix (Platz 52).
Der Sound des Albums ist im Vergleich zu Southernplayalisticadillacmuzik ruhiger und kryptischer, die G-Funk-Einflüsse sind verschwunden. Mehr noch als beim Debüt basieren die Songs auf melodiöser Live-Instrumentation (vor allem Gitarre und E-Bass). Die Texte, in erster Linie von Dre, sind introvertierter und verzichten größtenteils auf die bisherige „Gangster“-Attitüde. Laut RapReviews.com sollte man das Album in völliger Dunkelheit hören.
Der Titel des Albums ist ein Kofferwort aus „Atlanta“ (kurz „ATL“), der Heimatstadt von OutKast, und „Aliens“, um die außerirdische Symbolik des Albums zu verdeutlichen. Wahrscheinlich verweist es auch auf die Außenseiterrolle, die Rapper aus Atlanta, bzw. den Südstaaten damals noch innehatten.

## Illustration
Der extraterrestrische Bezug des Titels wurde auch auf den Rest des Albums übertragen. Bemerkenswert ist dabei insbesondere das Booklet, das einen 18-seitigen Comic beinhaltet, in dem OutKast und unter anderem auch L.A. Reid protegieren. Zudem ist ein Steckbrief von Dre und Big Boi zu finden. Songtexte sind nicht abgedruckt.

## Titelliste
1. You May Die (Intro)
  - Produziert von Organized Noize
2. Two Dope Boys (In a Cadillac)
  - Produziert von Organized Noize
3. ATLiens
  - Produziert von OutKast
4. Wheelz of Steel
  - Produziert von OutKast
5. Jazzy Belle
  - Produziert von Organized Noize
6. Elevators (Me & You)
  - Produziert von OutKast
7. Ova Da Wudz
  - Produziert von OutKast
8. Babylon feat. Andrea Martin
  - Produziert von Organized Noize
9. Wailin
  - Produziert von Organized Noize
10. Mainstream feat. Khujo und T-Mo von Goodie Mob
  - Produziert von Organized Noize
11. Decatur Psalm feat. Big Gipp von Goodie Mob und Cool Breeze
  - Produziert von Organized Noize
12. Millennium
  - Produziert von Organized Noize
13. E.T. (Extraterrestrial)
  - Produziert von OutKast
14. 13th Floor/Growing Old feat. Marqueze Ethridge
  - Produziert von Organized Noize
15. Elevators (ONP 86 Mix)
  - Produziert von Organized Noize